# Entresierras

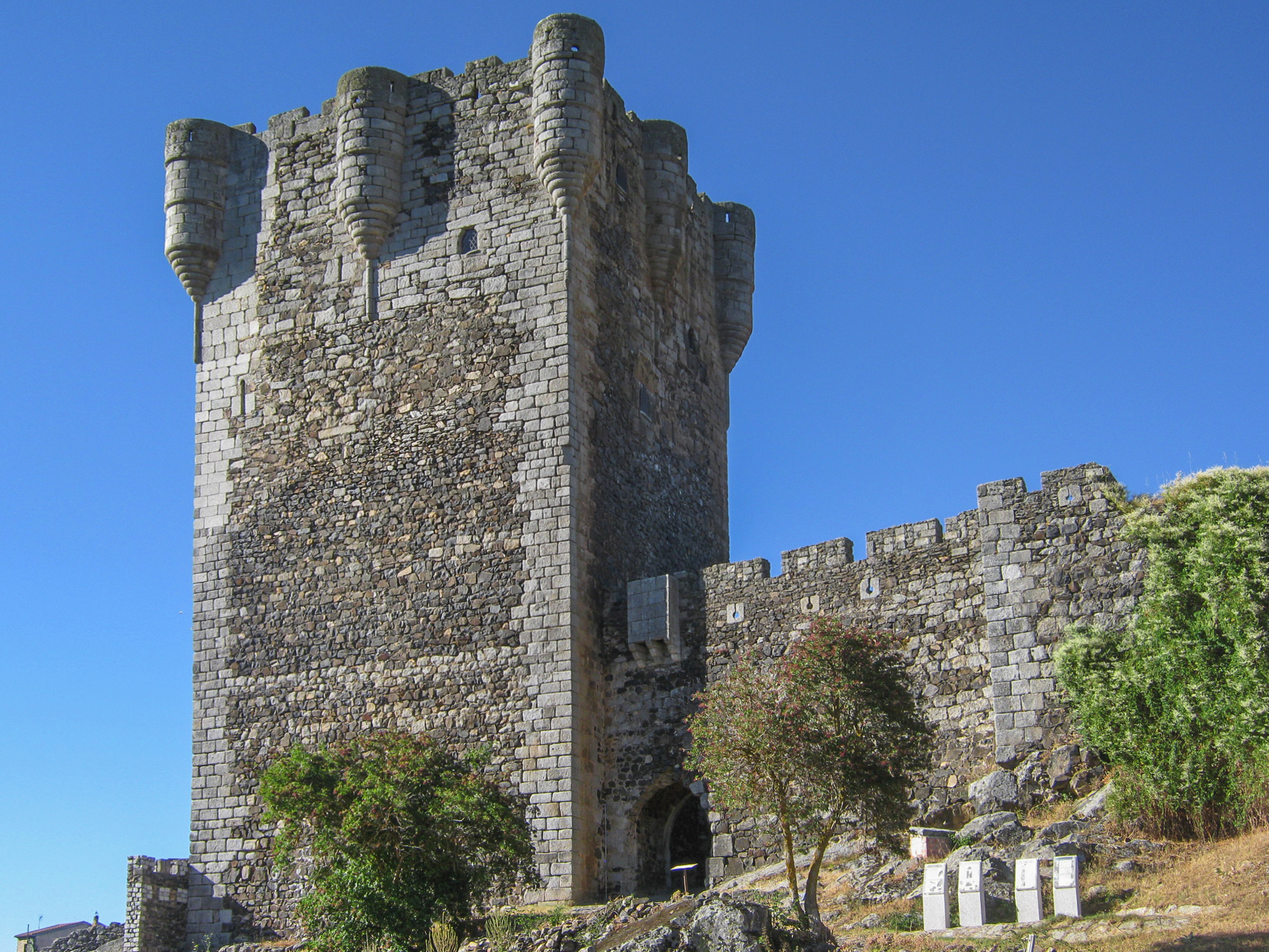
O castelo de Monleón.

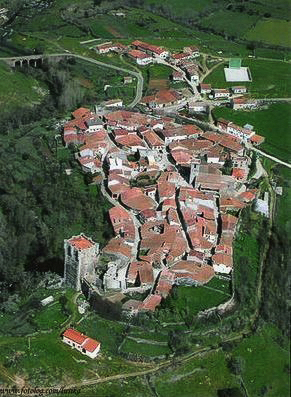
Vista aérea de Monleón.

Entresierras é uma subcomarca da comarca de Guijuelo, na província de Salamanca, comunidade autónoma de Castela e Leão, Espanha. Os seus limites não se correspondem com uma divisão administrativa, mas com uma demarcação histórico-tradicional e geográfica.

## Geografia

### Demarcación
Compreende 8 concelhos: Casafranca, Endrinal, Frades de la Sierra, Herguijuela, La Sierpe, Los Santos, Membribe de la Sierra e Monleón.
Navarredonda de Salvatierra é hoje em dia uma pedanía de Frades de la Sierra mas pertence à comarca de Salvatierra. No caso contrário está Casafranca, que ainda que sempre tem estado integrada em Salvatierra hoje autoconsidera-se parte de Entresierras.